# 熊本県道189号大畑停車場線
熊本県道189号大畑停車場線（くまもとけんどう189ごう おこばていしゃじょうせん）は、熊本県人吉市を通る一般県道である。

## 概要
人吉市大野町に位置する大畑駅を起点とし、同市大畑町に至る。
大畑駅が周辺に人家ひとつない駅であるため、他の停車場線県道と比べ、やや距離が長い。道中では右左折が多いものの、その度に県道標識のヘキサが建っているため、迷うことはない。
幅員が著しく狭く離合が不可能な区間や、勾配とカーブが急な区間がある。

### 路線データ
- 起点：人吉市大野町（肥薩線 大畑駅前）
- 終点：人吉市大畑町（大畑町交差点、国道221号交点、熊本県道265号大畑西線起点）
- 距離：3.7 km

## 地理

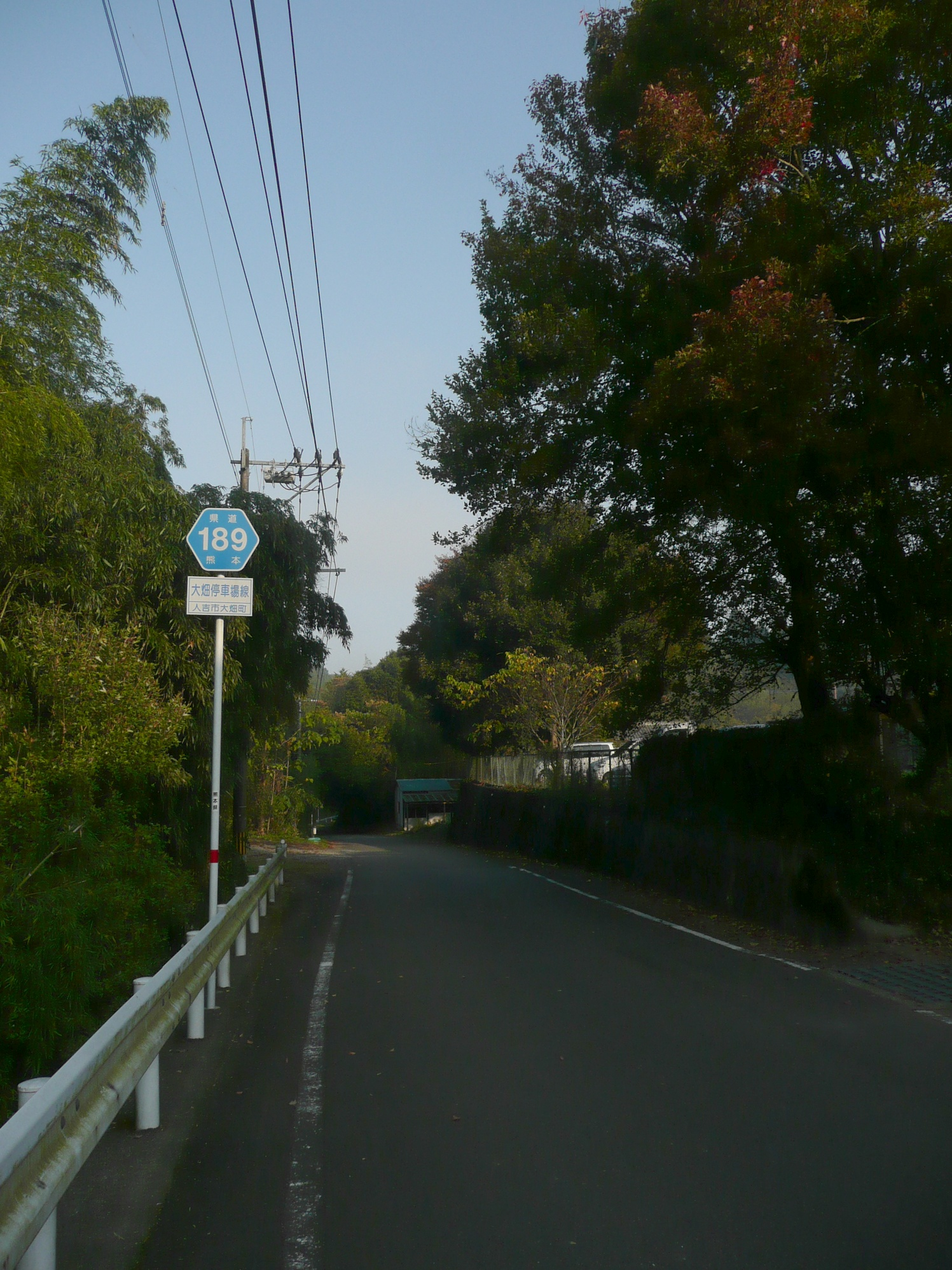
大畑町（大畑駅方面）

### 通過する自治体
- 人吉市

### 交差する道路
| 交差する道路                    | 交差する場所 | 交差する場所        |
| ------------------------------- | ------------ | ------------------- |
| 国道221号 熊本県道265号大畑西線 | 大畑町       | 大畑町交差点 / 終点 |

### 沿線
- JR九州肥薩線 大畑駅
- 人吉市立大畑小学校